# Stade Al-Merghani Kassala
Stade Al-Merghani Kassala to wielofunkcyjny stadion znajdujący się w mieście Kassala, w Sudanie. Na tym stadionie swoje mecze rozgrywa drużyna piłkarska Al-Merrikh, 16-krotny triumfator Ligi Sudańskiej, którego obecnym trenerem jest znany z prowadzenia reprezentacji Togo Otto Pfister. Stadion może pomieścić 11000 osób.